# Methabenzthiazuron
Methabenzthiazuron ist eine chemische Verbindung aus der Gruppe der Benzothiazole.

## Gewinnung und Darstellung
Methabenzthiazuron kann durch Reaktion von Benzothiazol mit Methylhydroxylamin zu 2-Methylaminobenzothiazol und dessen Reaktion mit Methylisocyanat gewonnen werden. Alternativ ist die Synthese durch Reaktion von Mercaptobenzothiazol mit Thionylchlorid, Methylamin und Methylisocyanat möglich.

## Eigenschaften
Methabenzthiazuron ist ein farbloser Feststoff, der praktisch unlöslich in Wasser ist. Er ist instabil in starken Säuren und Laugen, hat aber einen DT50-Wert von mehr als einem Jahr bei einem pH-Wert von 4 bis 9 bei 22 °C. Er ist auch stabil gegenüber direkter Photolyse.

## Verwendung
Methabenzthiazuron wird als Algizid und Herbizid verwendet. Es wird zur Bekämpfung einer Reihe von Unkräutern und Gräsern bei Getreide, Hülsenfrüchten, Mais, Knoblauch und Zwiebeln eingesetzt. In Kombination mit anderen Herbiziden wird es auch in den Weinbergen und Obstgärten verwendet. Die Wirkung beruht auf der Hemmung des photosynthetischen Elektronentransports (PS II).

## Zulassung
Methabenzthiazuron war in der DDR zwischen 1972 und 1994 und in der BRD zwischen 1971 und 1996 zugelassen.
Die EU-Kommission entschied 2006, für Methabenzthiazuron keine Wirkstoffzulassung zu erteilen. Bei bestehenden Zulassungen waren Übergangsfristen bis Ende 2009 vorgesehen.
In Deutschland, Österreich und der Schweiz sind keine Pflanzenschutzmittel mit diesem Wirkstoff zugelassen.